# À la manière d'Emmanuel Chabrier
À la manière d'Emmanuel Chabrier est une œuvre pour piano de Maurice Ravel, composée en 1912-1913 et publiée en 1914.

## Présentation
La partition de Ravel provient d'une suggestion de son ami le pianiste et compositeur Alfredo Casella, déjà auteur en 1911 d'une série de six pastiches musicaux, des « À la manière de... » Wagner, Fauré, Brahms, Debussy, Strauss et Franck. 
Casella propose à Ravel de contribuer pour une deuxième série de portraits dans cet esprit, et les deux camarades choisissent de nouveaux pastichés. Le recueil publié par A. Z. Mathot en 1914 comprend ainsi quatre pièces : de Ravel, À la manière d'Emmanuel Chabrier et À la manière de Borodine ; de Casella, À la manière de Vincent d'Indy et À la manière de Maurice Ravel (!),.  
La suite complète est créée le 10 décembre 1913 à la salle Pleyel lors d'un concert de la Société musicale indépendante, Alfredo Casella jouant le piano.  

## Composition
La partition est vraisemblablement composée à l'été 1912 chez le couple Ida et Cipa Godebski, les dédicataires de l’œuvre, ou dans le courant de l'année 1913.
Comme rappelé par Guy Sacre, ces deux « À la manière de... » sont pour Ravel, mieux que de simples hommages, « des témoignages de reconnaissance envers ses devanciers, une façon de leur rendre avec humour ce qu'il a pu jadis leur emprunter ». 
Emmanuel Chabrier, en particulier, a très tôt été pour le jeune Ravel une source d'inspiration. 

## Analyse
À la manière de Chabrier est sous-titré « paraphrase sur un air de Gounod ». C'est en effet une paraphrase de paraphrase, le pastiche d'un Chabrier qui pasticherait lui-même Gounod, l'air paraphrasé étant la romance de Siébel, du deuxième acte de Faust. 
Le morceau est allegretto. Guy Sacre y relève « le placement caractéristique des doigts sur les touches, les appogiatures dans les voix intérieures, le rubato enjôleur, avec accelerandos et rallentandos, les élans arpégés qui multiplient l'accord sur tout le clavier, jusqu'au butoir d'un point d'orgue, – et surtout cette façon typique de doubler la mélodie à deux octaves de distance. »
Pour François-René Tranchefort, le doute n'est pas permis : « Chabrier eût été ravi ». 
La durée moyenne d'exécution de l’œuvre est de deux minutes environ. 
La pièce porte la référence O 63 no 2 dans le catalogue des œuvres du compositeur établi par le musicologue Marcel Marnat. 

## Discographie
- Maurice Ravel : Complete works for piano solo, par Bertrand Chamayou (piano), Erato, 2016[note 2].
- Ravel : Intégrale de la musique pour piano seul, par Steven Osborne (piano), Hyperion Records CDA67731/2, 2011.
- Maurice Ravel : Complete Piano Works, par Jean-Efflam Bavouzet (piano), MDG 6041190, 2004[note 3].
- Ravel : L’œuvre pour piano, par Alexandre Tharaud (piano), Harmonia Mundi HMC 901811.12, 2003[note 4].
- Ravel : Intégrale de la musique pour piano seul, par Angela Hewitt (piano), Hyperion Records CDA67341/2, 2002[note 5].

### Ouvrages généraux
- Guy Sacre, La musique pour piano : dictionnaire des compositeurs et des œuvres, vol. II (J-Z), Paris, Robert Laffont, coll. « Bouquins », 1998, 2998 p. (ISBN 978-2-221-08566-0), p. 2220.
- François-René Tranchefort, « Maurice Ravel », dans François-René Tranchefort (dir.), Guide de la musique de piano et de clavecin, Paris, Fayard, coll. « Les Indispensables de la musique », 1987, 867 p. (ISBN 978-2-213-01639-9, OCLC 17967083), p. 607.
- Michel Duchesneau, L'Avant-garde musicale et ses sociétés à Paris de 1871 à 1939, Paris, Éditions Mardaga, 1997, 352 p. (ISBN 2-87009-634-8).

### Monographies
- Christian Goubault, Maurice Ravel : le jardin féerique, Paris, Minerve, 2004, 357 p. (ISBN 2-86931-109-5, BNF 39264179).
- Vladimir Jankélévitch, Ravel, Paris, Seuil, 1956, rééd. 2018 (ISBN 978-2-02-000223-3 et 978-2-7578-7445-5).
- Marcel Marnat, Maurice Ravel, Paris, Fayard, coll. « Indispensables de la musique », 1986, 828 p. (ISBN 2-213-01685-2, BNF 43135722).
- Bénédicte Palaux Simonnet, Maurice Ravel, Paris, Bleu Nuit éditeur, 2019, 176 p. (ISBN 978-2-35884-085-9).

### Écrits
- Maurice Ravel. L’intégrale : Correspondance (1895-1937), écrits et entretiens, édition établie, présentée et annotée par Manuel Cornejo, Paris, Le Passeur Éditeur, 2018, 1776 p.  (ISBN 978-2368905777).